# Algérie pendant la Seconde Guerre mondiale
1939–1945
L'Algérie pendant la Seconde Guerre mondiale représentait un ensemble de territoires aux statuts différents alors sous occupation coloniale française (de 1830 à 1962 année de la victoire algérienne de la Guerre d'Algérie).

## Contexte

### Plan politique
Le nord est composé de plusieurs départements, le sud des territoires du Sud.
Lors de l'armistice de 1940, l'Algérie, colonisée par la France, dépend administrativement du régime de Vichy. 
Cette période est marquée par des politiques discriminatoires, notamment envers les algériens juifs et musulmans.

### Plan stratégique
L'état-major français évoque dès la fin des années 1930 la possibilité d'un repli de l'administration française en Afrique du Nord.
Le gouvernement d’Édouard Daladier met en place un programme pour doter l’Afrique du Nord de sa propre défense, notamment en améliorant les ports d’Oran et Mers el-Kébir. Entre 1935 et 1940, la France fortifie la ligne Mareth, en Tunisie, pour protéger l’Afrique du Nord d’une attaque italienne venant de la Tripolitaine. En 1936, des discussions ont lieu au sein de l’état-major sur l’industrialisation de l’Afrique du Nord pour la production du matériel de guerre et la mobilisation d’un million de soldats dans la région.

## Début du conflit

### Drôle de guerre
Le 1er septembre 1939, il existe 16 régiments de tirailleurs algériens (RTA), 8 régiments étant stationnés en Afrique du nord et 8 en métropole.
Le 1er mars 1940, l'effectif des Maghrébins affectés aux armées s'élève à 70 000 hommes en métropole.
En Algérie sont constitués 3 régiments à base de réservistes : dans le département d’Alger, le 17e RTA, dans le département d’Oran le 18e RTA, dans le département de Constantine, le 19e RTA.
Trois bataillons algériens stationnés au Maroc sont intégrés au 29e RTA.
Le 10 mai 1940, 14 régiments algériens sont présents en métropole.

### Campagne de France
Plusieurs unités de tirailleurs algériens participent à la défense de la Loire à Saumur.
Le général Weygand est nommé en juin 1940 haut-commissaire pour l'ensemble des territoires de l'Afrique du Nord et de l'Afrique occidentale et s'installe à Alger.

### Armistice
Le 22 juin 1940, le maréchal Pétain signe un armistice avec l'Allemagne nazie et se relocalise dans le sud de la France, tout en gardant l'Algérie et le reste de l'Afrique du Nord. Cependant, Charles de Gaulle continue la guerre à travers les territoires d'outre-mer.
L’Algérie passe sous le contrôle du régime de Vichy.
Avec l'armistice, l'Empire britannique craignant que la flotte française ne soit livrée à la Kriegsmarine, l'Amirauté britannique décide d'attaquer Mers el-Kébir. Cette attaque est condamnée par la France, précipite une rupture entre les deux pays et encourage de nombreuses personnes à collaborer avec l'Allemagne et à aider Vichy, surtout en Afrique du Nord.
Sur les 8 régiments restés en Algérie et en Tunisie, 4 sont maintenus, et 4 sont dissous.
Après l’armistice, on compta plusieurs milliers de morts et 60 000 combattants d’Algérie étaient prisonniers dont près de 1 300 Juifs.

## Période sous le Régime de Vichy

### Réformes mises en place par le régime de Vichy

#### Jean-Charles Abrial
L’amiral Jean-Charles Abrial devient gouverneur général le 20 juillet 1940.
Abrial réforme les institutions ; il écarta les cadres ou les élus comme les Francs-maçons. Les préfets reçurent les pouvoirs des conseils généraux, un personnel nommé remplaça une partie des conseils municipaux et des conseils de notables, eux aussi nommés, furent créés.

Selon Geneviève Dermenjian :
« Dès le 27 août 1940, le décret Marchandeau qui interdisait la diffamation et l’injure raciale ou religieuse fut abrogé. Cette première mesure symbolique ouvrit la porte aux attaques dirigées contre les Juifs, qui étaient au centre des critiques, et permit l’expression de sentiments hostiles. Une législation antisémite propre à l’Algérie se mit rapidement en place et fut même parfois plus sévère qu’en métropole et dans le reste du Maghreb. ».
Les jeunes en âge d'effectuer le service militaire sont encadrés par les Chantiers de jeunesse.
La Légion française des combattants s’implante en Afrique du nord dès l’automne 1940. En juin 1941, elle regroupe plus de 64 000 Européens et 43 000 Indigènes.
L’abrogation du décret Crémieux le 3 octobre 1940 prive de leur nationalité française les Juifs algériens. Seules 1 300 personnes (souvent d’origine alsacienne) conserveront la nationalité française. La loi exclu les Juifs de l’armée, de nombreuses professions dans la fonction publique, en particulier dans l’enseignement secondaire et supérieur ; seules quelques dérogations sont accordées pour services exceptionnels rendus au pays. Les recensements de Juifs en 1941 donnent environ 117 000 Juifs résident en Algérie. Un recensement des biens juifs est également imposé en vue de leur "aryanisation" : leurs biens sont souvent volés et transférés à des non-Juifs.

Selon Geneviève Dermenjian :
« Des lois successives limitèrent le nombre d’étudiants juifs à 14 % puis 7 % des inscrits (ils étaient 20 % des étudiants en 1940). Une campagne dirigée contre les étudiants et les écoliers juifs et dans laquelle les étudiants non juifs tinrent une place prépondérante demanda l’instauration d’un numerus clausus ; elle aboutit à la loi du 21 juin 1941, promulguée en Algérie le 23 août qui limitait le nombre d’étudiants juifs à 3 % de l’effectif des étudiants non juifs inscrits l’année précédente. Seuls 110 étudiants juifs furent inscrits à la rentrée de 1941 à l’université d’Alger. Le numerus clausus concerna aussi les élèves de l’enseignement primaire et secondaire renvoyés des établissements scolaires à la fin de l’année 1941, ce qui n’était pas le cas en métropole, pourtant bien touchée par les lois raciales. » [...] « les responsables nationalistes musulmans algériens désapprouvaient l’abrogation du décret Crémieux qui était à leurs yeux une régression pour le peuple algérien tout entier. Le conseiller général de Sétif, Ferhat Abbas, condamna à plusieurs reprises cette mesure, et aurait déclaré au gouverneur général Yves Châtel, qui l’interrogeait pour savoir si l’abrogation du décret Crémieux avait contenté les musulmans : « Nous ne voulons pas d’égalité par le bas. »
C’est dans les mêmes termes qu’affirme avoir répondu Messali Hadj à la question que lui posa en 1941, alors qu’il était emprisonné, un officier du Gouvernement général qui lui avait déclaré : « Vous musulmans, vous êtes désormais les égaux des Juifs puisque le décret Crémieux a été aboli. » Ce à quoi, le chef du PPA avait répondu : « L’abrogation du décret Crémieux ne peut être considérée comme un progrès pour le peuple algérien ; en ôtant leurs droits aux Juifs, vous n’accordez aux musulmans aucun droit nouveau ».

#### Maxime Weygand
Maxime Weygand devient gouverneur général le 16 juillet 1941. Il met en place une politique attentiste : il fait appliquer la législation scolaire et universitaire de Vichy mais couvre certaines actions de résistance de l’Armée d’Afrique. Il est remplacé à son poste de haut-commissaire pour l'ensemble des territoires de l'Afrique du Nord et de l'Afrique occidentale par Darlan, puis par Pierre Laval.
Le 26 janvier 1941, il signe avec Robert Murphy, les accords Murphy-Weygand : le ravitaillement de l’Afrique du Nord est garantie et autorise l'installation sur place de vice-consuls américains.
L’Algérie fournit du ravitaillement à l’Afrika Korps et des travailleurs indigènes étaient envoyés en Allemagne.

#### Yves Châtel
Yves Châtel devient gouverneur général le 20 novembre 1941. Il suit la même politique de Weygand.

Selon Geneviève Dermenjian :
« Le racisme antimusulman ne diminua pas en milieu européen : en août 1942 le maire de Zéralda fit afficher à l’entrée de la plage publique et à côté de la pancarte « interdit aux chiens et aux chevaux », une seconde pancarte « interdit aux musulmans et aux juifs ». »

### Réactions de la population

#### Opposition au nazisme et à l'antisémitisme de la part des Algériens
Après la révocation du décret Crémieux le 7 octobre 1940, des musulmans ont apporté leur aide aux Juifs algériens.
Les figures politiques algériennes sont globalement très défavorables à la précarisation de la situation des Algériens juifs : « Ferhat Abbas déclara aux membres venus l’écouter, à propos des mesures antijuives du gouvernement de Vichy, en interpellant discursivement les autorités coloniales : « Ce que vous faites aux Juifs d’Algérie, si assimilés à la civilisation française, c’est de votre propre initiative et non de celle de l’ennemi qui ne se soucie pas de l’abrogation du décret Crémieux ; votre racisme va dans toutes les directions : aujourd’hui contre les Juifs, et toujours contre les Arabes. » ».
Selon Benjamin Stora, les Juifs perdant le droit de travailler dans de nombreux domaines (presse, militaire etc,) se font même parfois voler leurs biens par des colons européens, et leurs enfants perdent le droit à l'éducation et aux besoins fondamentaux,.
Un recensement des biens juifs a été imposé par les européens en vue de leur "aryanisation", et les Juifs étrangers ont été particulièrement visés par des mesures d'internement dans des camps de l'occupation coloniale française en Algérie. Leurs biens ont souvent été volés et transférés à des non-Juifs.
De manière générale, la propagande antisémite de Vichy, bien qu'elle soit très populaire chez les blancs, n'a que peu d'effets sur les musulmans. L’association des anciens combattants de Vichy, la Légion française des combattants, sera particulièrement active dans les campagnes menées contre les Juifs en Afrique du Nord,.
Dans l’ensemble, la population algérienne a une vision négative du régime de Vichy. Les Algériens juifs opposent une résistance farouche à Vichy, principalement en 1942 avec la prise d'Alger. Malgré l'expulsion, la France ne rétablit la citoyenneté juive qu'en 1943 et la considère comme problème mineur par rapport aux conflits militaires avec les puissances de l'Axe. La résistance algérienne (juive et musulmane) en Algérie s'étend au-delà des actions militaires pour inclure l'éducation. En 1941, un groupe composé de musulmans et de juifs algériens collaborent pour créer une université. Malheureusement, à la fin de l'année, l'université est dissoute.

#### Association des oulémas musulmans algériens
Pendant la guerre, l'Association des oulémas musulmans algériens refuse toute coopération avec la France,[source insuffisante]. Le décès en 1940 d'Abdelhamid Ibn Badis, alors qu'il est en résidence surveillée, cause un besoin de l'Association d'une nouvelle direction, ce qui conduit à l'ascension de Bashir Al Ibrahimi. L'attitude de l'Association pendant la Seconde Guerre mondiale reste incertaine, bien qu'il soit possible qu'elle ait adopté une position neutre face aux événements.

#### Des inclinaisons collaborationnistes et antisémites rares chez lesautochtones
La création du Comité d'action révolutionnaire nord-africain et les attaques menées par les militants du Parti populaire algérien exacerbent les tensions. Ce comité, aligné sur les idéologies nazies, prône une collaboration avec l'Allemagne nazie pour expulser la France d'Algérie. En conséquence, de nombreux militants algériens sont entraînés à soutenir la cause nazie contre la France.
En conséquence, la France dissout le Parti du peuple algérien en septembre 1939[source insuffisante].
Le Parti communiste algérien, apparenté au Parti du peuple, a été dissous le 26 septembre 1939, en grande partie à cause de sa collaboration avec l'Allemagne. Les membres du partis entrent dans la clandestinité. La direction et les cadres du parti entre 1939 et 1942 sont intégrés par des dizaines de personnes d'origine diverse (Espagnols, Français, Allemands, Italiens etc.). La plupart sont cependant des Espagnols ou leurs descendants.
Le Parti communiste algérien a une position favorable à l’égard de l’Union soviétique et joue un rôle central dans l’expulsion du régime de Vichy d’Algérie. En conséquence, le parti s’aligne avec les Alliés.

#### Relation avec le régime de Vichy
Des musulmans font preuve de solidarité avec les Juifs[pas clair].

#### Réaction du gouvernement de Vichy
Plusieurs réfugiés sont persécutés et déportés dans des camps de concentrations.

### Situation économique
L'absence de liens avec le reste du monde et de la métropole provoque le début de pénuries en produits industriels. Des travailleurs, principalement des Musulmans, partent en Allemagne à partir de juin 1942, poussés à la promesse de salaires bien supérieurs à ceux pratiqués en Algérie et attirés par la propagande allemande.

### Préparation de la libération
Entre 1940 et 1942, environ 60 000 hommes sont stationnés en Algérie sous les ordres du général Weygand, qui prépare la renaissance de l'Armée française. En 1943, le nombre de soldats est de 560 000 hommes.
En juin 1940, le général Pujo fait transférer en Algérie 900 avions en état de voler afin qu'ils ne puissent être livrés aux Allemands. Le général Weygand participe au camouflage du matériel militaire.
La plupart des femmes qui s'engagent dans la résistance communiste sont des blancs.

## Libération

### Combats en Afrique du Nord
Le gouvernement français s'installe à Alger en 1943 et y reste jusqu'à la Libération. L'Afrique du Nord française fournit un « tremplin » logistique aux Alliés dans les opérations contre l'Axe en Tunisie, en Sicile et en Italie en 1943 et en Provence en 1944,.

« Dans les vastes étendues de l'Afrique, la France pourrait effectivement reconstruire son armée et sa souveraineté, en attendant l'entrée de nouveaux alliés, aux côtés des anciens, pour inverser la balance des pouvoirs. Cependant, l'Afrique, à portée des péninsules italienne, balkanique et ibérique, offrirait un excellent tremplin pour un retour en Europe, qui se trouverait alors sous contrôle français »

— Charles De Gaulle, Memoires of De Gaulle Charles
Le 8 novembre 1942, les Alliés, dirigés par Dwight Eisenhower, débarquent en Afrique du Nord occidentale (Maroc et Algérie), et la marine américaine attaque deux ports algériens :Mers el-Kébir et Alger. La communauté juive algérienne contribue à l'avancée des troupes alliées.

#### Opérations navales

##### Oran
Les troupes américaines débarquant à Oran font face à la résistance des troupes restées fidèles à Vichy. L'avancée de la 26e division d'infanterie est arrêtée par l'action des canons de marines et du 2e zouave.
La flotte navale française de Vichy quitte le port et attaque la flotte alliée, entraînant le naufrage ou l'échouage de tous ses navires.

##### Alger
Le 8 novembre 1942, l’invasion d’Alger débute par des débarquements sur trois plages : deux à l’ouest et une à l’est. Le major-général Charles W. Ryder commande les forces de débarquement, qui comprennent le 11e groupe de brigade de la 78e division d'infanterie britannique et les 168e et 39e équipes de combat régimentaires de la 34e division d'infanterie américaine. Le 36e groupe de brigade de la 78e division d'infanterie britannique est resté en réserve.
Malgré quelques échecs lors des débarquements, l'absence d'opposition française rend ces opérations sans conséquence. Les batteries côtières ont été neutralisées par la Résistance française, et un commandant français a changé d'allégeance pour les Alliés. Le seul conflit a lieu dans le port d'Alger lors de l'Opération Terminal, où deux destroyers britanniques visent à empêcher les Français de détruire les installations portuaires et les navires. Des tirs d'artillerie lourds gêne un destroyer, mais l'autre réussit à débarquer 250 Rangers avant d'être contraint de reprendre la mer.
À Alger, la prise de la ville se fait en une journée grâce à la résistance des sujets français (c'est-à-dire des algériens juifs ayant perdu leur citoyenneté et des algériens musulmans) composée alors essentiellement d'algériens. Ces algériens seront également mobilisés dans le cadre de la bataille de Monte Cassino et du débarquement de Provence,.
Les troupes françaises de Vichy ripostent et s'opposent aux alliés débarqués jusqu'à ce qu'un accord négocié avec l'amiral Darlan mette fin aux combats.

### Ralliement à la France libre
Le décret Crémieux est rétabli le 20 octobre 1943 par le Comité français de libération nationale.

### Campagne d'Afrique du Nord
Après la libération, les troupes de recrutement algériennes combattent la Wehrmacht en Tunisie.

### Campagne d'Italie
Les troupes nord-africaines participent à la Campagne d'Italie. Les goumiers algériens participent à la Bataille de Monte Cassino.
Début 1944, est formé le Corps expéditionnaire français en Italie, placé sous le commandement du général Alphonse Juin. En février 1944, il comprend 112 000 hommes, dont 52% d’origine maghrébine.

### 2ecampagne de France
Selon Ahmed Ben Bella, « Nous étions pour ainsi dire, l’élément permanent du front et, je ne crains pas de le dire, l’élément le plus mordant et le plus expérimenté. Notre utilité étant ainsi démontrée avec éclat sur le terrain, les Alliés voulurent bien nous admettre à nous faire tuer en plus grand nombre à leurs côtés. ». Certains mutineries éclatent dues aux conditions dans lesquels vivent les soldats de l'armée coloniale.

## Fin de la guerre

### Politique
Avant le déclenchement de la Seconde Guerre mondiale, le Parti du peuple algérien a déjà été dissous, 28 de ses dirigeants ayant été arrêtés le 4 octobre 1939. Toutefois, après l'occupation de l'Algérie par le régime de Vichy après la défaite de la France, le parti est rétabli. Le parti est de nouveau dissous en mai 1945, après une grande manifestation à Alger, rassemblant environ 20 000 manifestants.

### 8 mai 1945
Le 8 mai 1945, les Algériens commémorent la capitulation de l'Allemagne en agitant des drapeaux algériens. L'administration coloniale française réagit négativement en tentant de saisir leurs drapeaux. Une émeute éclate contre le colonialisme et les colons, qui sera durement réprimée par l'armée coloniale française.
Il existe plusieurs estimations du massacre. Certaines sources parlent de 15 000 morts. D'autres 45 000, ou 30 000 Algériens morts. Peu après, 102 colons, vraisemblablement par vengeance, ont été tués.
Selon Amar Mohand-Amer, ces massacres « ont constitué un tournant majeur dans l’évolution de la pensée du Mouvement national, en particulier en ce qui concerne le recours à la lutte armée et à la violence légitime. ».

### Discrimination structurelle des soldats nord-africains
Les musulmans subissent de fortes discriminations raciales au sein de l’armée, et le commandement est méfiant à l’égard des cadres d’entre eux, ce qui est à l’origine d’un malaise grandissant parmi les officiers et sous officiers musulmans,.
Les lois racistes et coloniales, appliquées pendant plus d’un siècle, sont profondément discriminatoires et maintenaient les militaires musulmans dans une position d’infériorité structurelle. Malgré de nombreux projets de réforme, notamment sur l’accès égal des musulmans à tous les grades, aucun n’aboutit même après la Première Guerre mondiale. Ainsi, les officiers blancs, qu’ils soient méritants ou non, étaient automatiquement promus lieutenants après deux années au grade de sous-lieutenant, mais les Nord-Africains pouvaient attendre jusqu’à dix ans dans le même grade,.
Plusieurs unités ne reçoivent pas leurs soldes. Ce n’est qu’en 1943, en pleine mobilisation pour la Seconde Guerre mondiale, que Charles de Gaulle instaure la parité des soldes entre les soldats européens et indigènes.
De nombreux officiers coloniaux, même ceux qualifiés d’« indigénophiles », adoptent une attitude paternaliste. qui vise à maintenir l’ordre colonial sans remettre en cause ses fondements. Pendant la Première Guerre mondiale, puis de manière accrue lors de la Seconde Guerre mondiale, ce paternalisme sert d’outil pour encadrer les soldats musulmans.
Cependant, cette intégration dans l’armée reste limitée et ambiguë. Le paternalisme, loin de signifier une réelle égalité, continue de reproduire des rapports de domination. Les militaires musulmans demeurent ainsi des subordonnés cantonnés à une reconnaissance conditionnelle, qui ne remet pas en question les fondements racistes et inégalitaires du système colonial.

## Dans la culture populaire
Le film Indigènes de Rachid Bouchareb suit un groupe de trois tirailleurs algériens et un goumier marocain participants à la Libération de la France.

## Personnalités algériennes de la Seconde Guerre mondiale

### Djaafar Khemdoudi
Djaafar Khemdoudi est né à Sour El-Ghozlane le 12 novembre 1917. Il est mobilisé en 1939 pour diriger un bataillon de soldats maghrébins grâce à sa maîtrise de la langue française. Il rejoint la Résistance le 1er décembre 1942,. Poussé à rejoindre le Service de travail obligatoire allemand en qualité d'interprète par l'Armée Secrète, il délivre des faux certificats pour les réfractaires, il aide des Juifs à préparer leur évasion et les autres résistants qu'il sait surveillés,. Dénoncé, il est arrêté le 23 juin 1944 à Lyon. Lors de son arrestation, son commerce lyonnais est pillé. Il est incarcéré à la prison Montluc,, avant d'être déporté au camp de Neuengamme le 31 juillet 1944. Face à l'avancée des troupes soviétiques, il est déplacé au camp de Malchow puis à Ravensbrück, où l'armée soviétique le libère finalement. Il revient en France le 21 mai 1945. Il meurt à Lyon le 26 juillet 2011,.

### Kaddour Benghabrit
Kaddour Benghabrit est né le 1er novembre 1868 à Sidi Bel Abbès. Durant la Seconde Guerre mondiale, il aurait sauvé la vie d'une centaine de juifs, dont celle du chanteur Salim Halali, en leur faisant octroyer par le personnel administratif de la mosquée des certificats d'identité musulmane, qui leur permettent d’échapper à l'arrestation et à la déportation,,. En 1940 un document officiel du ministère des Affaires étrangères de Vichy soupçonne nommément Abdelkader Mesli de délivrer de faux certificats de confession musulmane. Cependant, en 2021, aucun dossier n’est ouvert à Yad Vashem au nom d’Abdelkader Mesli.

### Saïd Mohammedi
Saïd Mohammedi est né le 27 décembre 1912 à Larbaâ Nath Irathen. Il s'engage volontairement dans la Wehrmacht pendant la Seconde Guerre mondiale.